# Podlasówka
Podlasówka, Podlesówka, Podlesieckie (ukr. Підлісівка) – wieś na Ukrainie, w obwodzie winnicki, w rejonie jampolskim.
W czasach Rzeczypospolitej wieś leżała w województwie bracławskim. Odpadła od Polski w wyniku II rozbioru.